# 대한민국의 고등학교 수학 교과목
다음은 대한민국의 고등학교 수학 교과목에 관한 설명이다.

## 현행 교육과정

### 2015 개정 교육과정

#### 수학
- 상
- 다항식 (다항식의 연산, 나머지정리, 인수분해, 곱셈공식과 변형(단, 중학교 3학년 과정 포함))
- 방정식과 부등식 (복소수, 이차방정식, 이차방정식과 이차함수, 여러 가지 방정식, 여러 가지 부등식, 이차부등식)
- 도형의 방정식 (평면좌표와, 직선의 방정식, 원의 방정식, 도형의 이동)
- 하
- 집합과 명제 (집합의 뜻과 표현, 집합의 연산, 명제)
- 함수 (함수, 합성함수와 역함수, 유리식과 유리함수, 무리식과 무리함수)
- 경우의 수 (경우의 수, 순열, 조합)

#### 수학 Ⅱ
- 함수의 극한과 연속 (함수의 극한, 함수의 연속)
- 미분 (미분계수, 도함수, 접선의 방정식과 평균값 정리, 함수의 증가/감소와 극대/극소, 방정식과 부등식, 속도와 가속도)
- 적분 (부정적분, 정적분, 정적분의 활용)

#### 미적분
- 수열의 극한 (수열의 극한, 급수)
- 미분법 (지수함수와 로그함수의 극한, 삼각함수의 덧셈정리, 삼각함수의 극한, 여러 가지 함수의 미분법, 도함수의 활용)
- 적분법 (여러 가지 함수의 적분법, 정적분의 활용)

#### 확률과 통계
- 순열과 조합 (중복순열과 중복조합, 이항정리)
- 확률 (확률의 뜻과 활용, 조건부확률)
- 확률분포와 통계 (확률분포, 통계적 추정됨)

#### 기하
- 이차곡선 (이차곡선, 이차곡선의 접선과 활용)
- 평면벡터 (백터의 연산, 평면벡터의 성분과 내적)
- 공간도형과 공간좌표 (직선과 평면, 정사영, 공간좌표)

#### 경제수학
- 수와 경제생활 (경제 지표, 환율과 세금)
- 수열과 금융 (이자와 원리합계, 극한과 연속 복리, 연금)
- 함수와 경제문제 (함수와 시장, 함수와 의사결정)
- 미분과 경제문제 (미분, 미분의 활용)

#### 실용수학
- 패턴 (규칙과 대칭, 쪽매맞춤과 자기 닮음)
- 공간 (평면과 공간의 관찰, 평면과 공간의 표현)
- 변화 (증가와 감소, 확대와 축소)
- 불확실성 (확률과 그 활용, 통계와 그 활용)
- 리모델링 (수학적 리모델링, 수학적 모델링의 적용)

#### 수학과제 탐구
- 과제탐구의 이해 (수학과제 연구의 본성, 수학과제 연구 방법)
- 과제탐구 실행 및 평가 (수학과제 연구에서의 의사소통, 수학과제 연구의 실제)

#### 2021학년도 대학수학능력시험 수학영역 출제 범위
- 가형: 수학Ⅰ + 미적분 + 확률과 통계
- 나형: 수학Ⅰ + 수학Ⅱ + 확률과 통계

#### 2022학년도 대학수학능력시험 수학영역 출제 범위
- 가/나형 구분 폐지
- 공통: 수학Ⅰ + 수학Ⅱ
- 선택: 기하, 미적분, 확률과 통계 3개 중 1택

### 2009 개정 교육과정

#### 기초 수학
중학교의 수학 내용을 다루고 있다. 기초과목으로 주로 전문계 고등학교에서 다루며, 일반계 고등학교에서는 거의 교육하지 않지만 정규 수업 이외에 기초 교육반을 편성해 가르치기도 한다.
- 수와 식의 계산 : 수 체계와 그 연산, 다항식의 계산, 인수분해
- 방정식과 함수 : 함수, 일차함수와 그 연산, 이차함수와 그 연산
- 피타고라스 정리와 삼각비 : 피타고라스 정리, 삼각비와 그 활용

#### 수학 Ⅰ
일반계 고등학교의 인문계, 자연계에서 모두 배운다. 보통 고등학교 2학년 1학기에 편성된다. 일부 전문계 고등학교에서는 1학년 1, 2학기에 편성되는 경우도 있다.
- 다항식 : 다항식의 연산, 항등식과 나머지정리, 인수분해
- 방정식과 부등식 : 복소수, 이차방정식과 이차함수, 이차부등식, 여러 가지 부등식
- 도형의 방정식 : 평면좌표, 직선의 방정식, 원의 방정식, 도형의 이동, 부등식의 영역

| 단원            | 내용 설명 | 내용 정리 | 2007 개정 교육과정                                 |
| --------------- | --- | --- | -------------------------------------------------- |
| 다항식          | 다항식의 사칙연산을 배운 뒤 고등 수준의 심화된 곱셈 공식과 이를 응용한 인수분해를 배운다. 아울러 나머지정리와 인수정리를 익힌다. 2007 개정 교육과정에 있던 다항식의 약수와 배수, 항등원과 역원, 실수 체계는 다루지 않는다. | - 다항식의 사칙연산 - 곱셈 공식 - 인수분해 - 항등식과 미정계수법 - 나머지정리와 인수정리 - 인수정리를 이용한 고차식의 인수분해 | 고등수학(상) III. 식의 계산                        |
| 방정식과 부등식 | 수 체계가 복소수까지로 확대되며, 이를 통해 복소수의 체계와 허수단위 i의 순환성을 이차방정식과 연계하여 배운다. 절댓값이 포함된 일차방정식을 배우고, 이차방정식의 근과 계수의 관계 및 판별식에 대해서 배운다. 또, 특수한 형태의 삼차 이상의 고차방정식의 풀이법을 배운다. 정의역이 유한한 이차함수의 최댓값과 최솟값, 이차부등식과 이차함수의 그래프의 개형의 관계 역시 이차방정식과 연계하여 배운다. 이후 연립일차방정식과 연립이차방정식의 풀이법을 배운 뒤 미지수가 실수 또는 정수로 결정된 경우의 부정방정식을 배운다. 그리고 부등식에서는 일차부등식과 절댓값이 포함된 일차부등식을 배운 뒤 이차부등식과 연립이차부등식의 풀이법을 배운다. | - 절댓값이 포함된 일차방정식 - 이차함수의 최댓값과 최솟값 - 이차함수의 그래프와 이차방정식의 실근의 관계 - 이차방정식의 근과 계수의 관계, 판별식 - 특수한 형태의 삼차방정식과 사차방정식 - 방정식 x3 = 1의 허근 - 미지수가 3개인 연립일차방정식 - 미지수가 2개인 연립이차방정식 - 부정방정식 - 부등식의 성질과 실수의 대소 관계 - 절댓값이 포함된 일차부등식 - 연립이차부등식 | 고등수학(상) II. 실수와 복소수 IV. 방정식과 부등식 |
| 도형의 방정식   | 이 단원부터는 도형을 좌표평면 위에서 생각하게 된다. "평면좌표" 단원에서 좌표평면 위의 두 점 사이의 거리를 배운다. "직선의 방정식"에서는 여러 가지 직선의 방정식을 구하고, 두 직선의 관계 및 정점과 직선 사이의 거리를 구하는 방법을 익힌다. "원의 방정식"에서는 좌표평면 위에 원을 나타내는 관계식을 배운 뒤 원과 직선의 거리에 대해 배운다. "도형의 이동"에서는 좌표평면 위의 점과 도형을 평행이동·대칭이동하는 방법을 배운다. 마지막으로 "부등식의 영역" 단원에서는 좌표평면 위의 부등식을 만족하는 점 (x,y)의 영역을 도시하고, 이를 응용하여 특정 조건에서의 최댓값과 최솟값을 구하는 방법을 배운다.                                        | - 두 점 사이의 거리 - 선분의 내분과 외분 - 직선의 방정식 - 두 직선의 위치 관계 - 두 직선의 교점을 지나는 직선 - 점과 직선 사이의 거리 - 원의 방정식 - 두 원의 위치 관계 - 원의 접선의 방정식 - 평행이동과 대칭이동 - 부등식의 영역 - 연립부등식의 영역 - 부등식의 영역과 최대·최소                                                                                            | 고등수학(하) I. 도형의 방정식                      |

#### 수학 (II)
일반계 고등학교의 인문계, 자연계에서 모두 배운다. 보통 고등학교 1학년 2학기에 편성된다. 일부 전문계 고등학교에서는 2학년 1, 2학기에 편성되는 경우도 있다.
- 집합과 명제 : 집합, 명제
- 함수 : 함수, 유리함수와 무리함수, 역함수
- 수: 수열(등차수열, 등비수열(조화수열, 계차수열)) , 수열의 합, 수학적 귀납법
- 지수와 로그 : 지수, 로그

| 단원        | 내용 설명 | 내용 정리 | 2007 개정 교육과정                              |
| ----------- | --- | --- | ----------------------------------------------- |
| 집합과 명제 | "집합" 단원에서는 집합의 정의, 부분집합, 집합의 연산(법칙)에 대해 배운다. "명제" 단원에서는 명제의 정의와 역·대우, 대우를 이용한 증명법, 나아가 필요조건과 충분조건을 익힌다. 이번 개정 교육과정에선 중학교 과정이 모두 이곳으로 통합되었으며, 귀류법 및 절대부등식도 다루게 되었다. 또한 명제의 이가 삭제되었다.                                                                                     | - 집합의 개념과 표현 - 집합의 포함 관계 - 집합의 연산과 연산법칙 - 명제와 조건 - 증명과 정리 - 명제의 역과 대우, 대우를 이용한 증명 - 귀류법, 필요조건과 충분조건 - 절대부등식의 증명                  | 고등수학(상) I. 집합과 명제 IV. 방정식과 부등식 |
| 함수        | 먼저 "함수"에서 함수의 정의에 대해 배운다. 이후 일대일함수, 일대일 대응, 항등함수, 합성함수, 역함수의 정의에 대해서 배운다. "유리함수와 무리함수"에서는 우선 유리식 및 무리식에 대해 간단히 다루고, 유리함수와 무리함수 그리고 그 그래프와 평행이동에 대해서 배운다. 2009 개정 교육과정에서 이중근호와 비례식을 다루지 않게 되었고 중학교 과정에 있던 정의역·공역·치역을 여기서 처음으로 다루게 된다. | - 함수의 뜻 - 함수의 그래프 - 여러 가지 함수 - 합성함수와 역함수 - 절댓값 기호가 있는 함수의 그래프 - 가우스 함수 - 유리식과 무리식 - 정의역·공역·치역 - 무리수가 서로 같을 조건 - 유리함수와 무리함수 | 고등수학(하) II. 함수                           |
| 수열        | 등차수열과 등비수열의 성질, 합의 기호(∑)를 이용한 계산법을 익힌다. 나아가 원리합계 계산법과 수학적 귀납법에 대해 배운다. 2009 개정 교육과정에서 계차수열과 군수열, 점화식의 일반항, 알고리즘과 순서도는 다루지 않게 되었다. | - 등차수열과 그 일반항과 합 - 등비수열과 그 일반항과 합 - 등차수열과 등비수열의 활용 - ∑와 그 성질 - 자연수의 거듭제곱의 합 - 여러 가지 수열의 합 - 수열의 귀납적 정의 - 수학적 귀납법                 | 수학 I III. 수열                                |
| 지수와 로그 | "지수" 단원에서 지수의 뜻, 거듭제곱과 거듭제곱근을 배우고 지수법칙과 지수의 확장에 대해 배운다. "로그" 단원에서는 로그의 뜻, 성질, 로그의 밑변환 공식을 이용한 계산법을 배운 뒤, 상용로그를 배운다. 2009 개정 교육과정에서 상용로그의 지표와 가수는 약화되어 그 용어는 사용하지 않게 되고, 대신 정수 부분과 소수 부분이라고 하게 되었다.                                                              | - 거듭제곱과 거듭제곱근 - 지수의 확장 - 로그의 뜻 - 로그의 성질 - 상용로그 - 상용로그의 지표와 가수 | 수학 I II. 지수함수와 로그함수                  |

#### 확률과 통계
일반계 고등학교의 인문계, 자연계에서 모두 배운다.
- 순열과 조합: 경우의 수, 순열과 조합, 이항정리, 분할
- 확률: 확률의 뜻과 활용, 조건부확률
- 통계: 확률분포, 통계적 추정

| 단원        | 내용 설명 | 내용 정리 | 2007 개정 교육과정                                                                   |
| ----------- | --- | --- | ------------------------------------------------------------------------------------ |
| 순열과 조합 | 합의 법칙과 곱의 법칙을 다루고, 순열과 조합을 이용한 간단한 경우의 수 계산법을 배운다. 이항정리의 성질, 파스칼의 삼각형을 이용한 이항정리 등을 배운다. 2009 개정 교육과정에서 고등수학 과정에 있었던 내용들이 모두 이곳으로 통합되었기 때문에 인문계도 모든 내용을 이수하게 되었다. 또한 이산수학의 자연수와 집합의 분할이 추가되었다. | - 경우의 수 - 순열과 조합 - 중복순열 - 같은 것이 있는 순열 - 원순열 - 중복조합 - 이항정리 - 자연수의 분할 - 집합의 분할 | 고등수학(하) IV. 순열과 조합 미적분과 통계 기본 IV. 확률 적분과 통계 II. 순열과 조합 |
| 확률        | 수학적 확률의 계산법과 확률의 덧셈정리와 곱셈정리, 독립시행의 확률 등을 배운다. | - 시행과 사건 - 확률의 뜻 - 확률의 계산과 활용 - 확률의 곱셈정리 - 독립시행의 확률 | 미적분과 통계 기본 IV. 확률 적분과 통계 III. 확률                                    |
| 통계        | 통계와 관련된 용어들의 정의와 성질, 이항분포와 정규분포, 통계적 추정 등을 배운다.2009 개정 교육과정에선 연속확률변수의 평균과 표준편차가 삭제되었다. | - 확률변수와 확률분포 - 이산확률변수의 평균과 표준편차 - 이항분포 - 연속확률변수 - 정규분포 - 이항분포와 정규분포의 관계 - 모집단과 표본 - 표본평균과 그 분포 - 모평균의 추정 - 확률변수와 확률분포 - 표본비율의 분포 - 모비율의 추정 | 미적분과 통계 기본 V. 통계 적분과 통계 IV. 통계                                      |

#### 미적분 Ⅰ
일반계 고등학교의 인문계, 자연계에서 모두 배운다.
- 수열의 극한 : 수열의 극한, 급수
- 함수의 극한 : 함수의 극한, 함수의 연속
- 다항함수의 미분법 : 미분계수와 도함수, 도함수의 활용
- 다항함수의 적분법 : 부정적분, 정적분의 활용

#### 미적분 Ⅱ
일반계 고등학교의 자연계열에서 배운다.
- 지수함수와 로그함수: 지수함수와 로그함수, 지수함수와 로그함수의 미분
- 삼각함수: 삼각함수, 삼각함수의 미분
- 미분법: 미분법, 도함수의 활용
- 적분법: 적분법, 정적분의 활용

| 단원                | 내용 설명 | 내용 정리 | 2007 개정 교육과정                              |
| ------------------- | --- | --- | ----------------------------------------------- |
| 지수함수와 로그함수 | 지수함수에 대해 배우고 그 그래프를 이용한 최댓값과 최솟값을 계산한다. 그 후 지수방정식과 지수부등식의 풀이를 배운다. 로그함수에 대해 배우고 지수함수와 로그함수의 관계를 이해하며, 그 그래프를 이용해서 최댓값과 최솟값을 계산한다. 그 후 로그방정식과 로그부등식의 풀이를 배운다. 그 이후에는 지수함수와 로그함수의 극한과 미분법을 배운다. 2009 개정 교육과정에선 기초 개념과 극한·미분이 한 단원으로 통합되었다. | - 지수함수와 그 그래프 - 지수방정식 - 지수부등식 - 로그함수와 그 그래프 - 로그함수의 최대·최소 - 로그방정식 - 로그부등식 - 지수함수와 로그함수의 극한 및 미분법                                                 | 수학 I II. 지수함수와 로그함수                  |
| 삼각함수            | 새로운 각도의 단위인 호도법을 배운 뒤, 호도법을 통해 부채꼴의 넓이와 호의 길이를 나타내는 방법을 배운다. 또한 호도법과 단위원으로 삼각비를 정의하며, 삼각함수의 정의 및 기본 성질과 삼각함수의 변환을 배운다. 이후 좌표평면 위에서의 사인함수, 코사인함수, 탄젠트함수와 그 그래프와 평행이동을 익히며, 이를 토대로 삼각방정식과 삼각부등식을 그래프를 통해 푸는 방법을 배운다. 또한 시컨트, 코시컨트, 코탄젠트와 같은 새로운 삼각비의 정의를 배우고 삼각함수의 덧셈정리, 삼각함수의 합성을 배운다. 2009 개정 교육과정에선 고등수학(하)와 수학 II에 있었던 내용들이 모두 이곳으로 통합되었으며 이 과정에서 삼각형의 넓이, 사인법칙과 코사인법칙, 삼각방정식의 일반해, 합차와 곱의 변형 공식이 삭제되었다. 또한 코시컨트 기호가 cosec에서 csc로 변경되었다. | - 일반각과 호도법 - 삼각함수의 뜻과 그래프 - 삼각함수 사이의 관계 - 삼각함수의 최댓값과 최솟값 - 삼각방정식과 삼각부등식 - secθ, cscθ, cotθ - 삼각함수의 덧셈정리 - 삼각함수의 합성 - 삼각함수의 극한 및 미분법 | 고등수학(하) III. 삼각함수 수학 II II. 삼각함수 |
| 미분법              | 도함수의 정의와 미분법칙, 각종 함수의 미분 계산법과 공식들, 미분법의 활용(접선의 기울기, 속도·가속도 계산) 등을 배운다. 음함수와 매개변수로 나타내어진 함수의 미분, 곡선을 이용한 속도와 가속도는 기하와 벡터로 이동하였다. | - 함수의 몫의 미분법 - 합성함수의 미분법 - 역함수의 미분법 - 이계도함수 - 초월접선의 방정식 - 초월함수의 극대와 극소 - 함수의 그래프의 개형 - 방정식과 부등식에의 활용                                          | 수학 II IV. 미분법                              |
| 적분법              | 부정적분의 정의와 미분과의 관계, 정적분의 성질과 활용 등을 배운다. 또한 여러 가지 함수들의 적분법 공식과 치환적분, 부분적분까지 모두 배우게 된다. 곡선을 이용한 속도와 거리는 기하와 벡터로 이동하였다. | - 삼각함수의 부정적분 - 지수함수의 부정적분 - 분수함수의 부정적분 - 치환 적분법과 부분적분법 - 우함수·기함수의 정적분 - 정적분의 치환적분법과 부분적분법 - 초월함수의 넓이 - 입체도형의 부피                    | 적분과 통계 I. 적분법                           |

#### 기하와 벡터
일반계 고등학교의 자연계열에서 배운다.
- 평면 곡선 : 이차곡선과 그 방정식
- 평면벡터 : 평면벡터, 평면 운동
- 공간도형과 공간벡터 : 공간도형과 공간좌표, 공간벡터

| 단원                | 내용 설명 | 내용 정리 | 2007 개정 교육과정                                            |
| ------------------- | --- | --- | ------------------------------------------------------------- |
| 평면 곡선           | 아폴로니우스의 정리로 정의가 가능한 포물선, 타원, 쌍곡선의 표현식과 성질 등을 배운다. 2009 개정 교육과정에선 평면 곡선의 접선이라는 단원이다. 또한 이차곡선과 직선의 위치관계가 삭제되었다.                     | - 포물선의 방정식 - 포물선의 평행이동 - 타원의 방정식 - 타원의 평행이동 - 쌍곡선의 방정식 - 쌍곡선의 평행이동 - 음함수의 미분법 - 매개변수로 나타내어진 함수의 미분법 - 이차곡선의 접선의 방정식 | 기하와 벡터 II. 이차곡선 수학 II IV. 미분법                   |
| 평면벡터            | 평면벡터의 성질과 계산법을 익힌다. 2009 개정 교육과정에선 곡선을 이용한 속도와 가속도 및 곡선의 길이가 추가되었다.                                                                                              | - 벡터와 그 표시법 - 벡터의 덧셈과 뺄셈 - 벡터의 실수배 - 위치벡터 - 평면벡터의 성분 - 벡터의 내적 - 벡터의 수직과 평행 - 미분을 이용한 곡선 위의 속도와 가속도 - 적분을 이용한 곡선의 길이      | 기하와 벡터 IV. 벡터 수학 II IV. 미분법 적분과 통계 I. 적분법 |
| 공간좌표와 공간벡터 | 공간벡터의 성질과 계산법을 익히고, 이를 이용한 직선과 평면 표현 등을 배운다. 직선과 평면사이의 관계와 삼수선의 정리, 이면각, 정사영, 공간좌표에서의 표현법 등을 배운다. 벡터와 구의 방정식의 연계가 강화되었다. | - 공간벡터의 성분 - 벡터방정식 - 직선의 방정식 - 평면의 방정식 - 직선과 평면의 위치 관계 - 직선과 평면의 평행 - 직선과 평면의 수직 - 정사영 - 공간에서의 점의 좌표 - 구의 방정식                 | 기하와 벡터 III. 공간좌표와 공간도형 IV. 벡터                 |

#### 고급수학 Ⅰ
과학계열 특수목적고등학교와 일부 일반계 고등학교에서 배운다. 2007 개정 교육과정에서 일반계 고등학교 과정이었던 내용들이 올라왔고 고윳값 등 대학교 과정이 추가되었다.
| 단원        | 내용 설명 | 내용 정리 | 2007 개정 교육과정             |
| ----------- | --- | --- | ------------------------------ |
| 벡터와 행렬 | 행렬의 정의와 연산 방법, 그리고 단위 행렬과 그 성질에 대해 배운다. 또한 역행렬의 정의와 성질, 행렬을 이용한 연립일차방정식의 계산법과 역행렬의 존재 유무를 통한 두 직선의 관계 해석을 배운다. | - 벡터 - 행렬의 덧셈과 뺄셈 - 행렬의 실수배 - 행렬의 곱셈 - 행렬의 곱셈의 성질 - 단위행렬 - 역행렬 - 역행렬과 연립일차방정식 | 수학 I I. 행렬과 그래프        |
| 그래프      | 그래프와 경로의 의미, 행렬과 그래프의 관계에 대해 배운다. | - 그래프 - 여러 가지 그래프 - 그래프의 활용                                                                                  | 수학 I I. 행렬과 그래프        |
| 일차변환    | 이 단원에서는 일차변환의 정의와 성질, 행렬사이의 관계에 대해 배우고 대칭변환, 닮음변환, 회전변환에 대해서도 배운다. 그 후 일차변환의 합성과 역변환까지 배우게 된다.                           | - 일차변환과 행렬 - 여러 가지 일차변환 - 합성변환 - 역변환 - 일차변환과 도형 - 고윳값과 행렬의 거듭제곱                      | 기하와 벡터 I. 일차변환과 행렬 |

#### 고급수학 Ⅱ
과학계열 특수목적고등학교와 일부 일반계 고등학교에서 배운다. 2007 개정 교육과정에서의 과학 특수목적고등학교 전용 고급수학에 들었던 내용이다. "복소수와 극좌표" 단원에서는 복소수의 극형식을 배우게 되며, 복소수를 나타내는 극좌표를 도입하고 극방정식을 익힌다. "미적분의 활용"에서 미분방정식과 미적분의 활용을, "편미분"에서 미변함수의 의미와 미변함수의 극한과 연속 및 편미분과 그 활용에 대해 배운다.
| 단원            | 내용 설명 | 내용 정리                                                | 2007 개정 교육과정    |
| --------------- | --- | -------------------------------------------------------- | --------------------- |
| 복소수와 극좌표 | 복소평면, 복소수와 극형식, 드 무아부르의 정리, 극좌표와 극좌표계의 뜻을 배운다. 또한 극방정식으로 주어진 함수의 그래프를 그릴 수 있다. | - 복소수의 극형식 - 극좌표와 극방정식                    |                       |
| 미적분의 활용   | 평균값 정리를 다시 한번 학습하며 간단한 함수의 테일러 급수에 대해 다룬다. 이 과정에서 코시의 평균값 정리를 이용하여 로피탈의 정리를 증명한다. 미분방정식 단원에서는 y'=ky, y"=-y꼴의 함수만 다룬다. 적분의 활용 단원에서는 극방정식으로 표현된 곡선의 넓이와 모멘트, 질량중심에 관한 내용이 추가되었다. 또한 과거 적분과 통계에 있었던 회전체의 부피 관련 내용이 추가되었다. | - 미분의 활용 - 미분방정식 - 적분의 활용                 | 적분과 통계 I. 적분법 |
| 편미분          | | - 이변수함수의 뜻 - 극한과 연속 - 편미분 - 편미분의 활용 |                       |

#### 2017~2020학년도 대학수학능력시험 수학영역 출제 범위
- 가형: 확률과 통계 + 미적분 II + 기하와 벡터 (9문제, 12문제, 9문제) 약30%, 약40%, 약30%
- 나형: 확률과 통계 + 미적분 I  + 수학 Ⅱ (8문제, 11문제, 11문제) 약20%, 약40%, 약40%

## 이전 교육과정

### 2007 개정 교육과정
2009학년도 고등학교 1학년부터 적용되는 수학 교육과정은 수학(고등학교 1학년 과정), 수학의 활용, 수학Ⅰ, 미적분과 통계 기본, 수학Ⅱ, 적분과 통계, 기하와 벡터로 구성된다. 수학(고등학교 1학년 과정)의 경우에는 국민공통교육과정에 속한다. 수학의 활용, 수학Ⅰ, 미적분과 통계 기본, 수학Ⅱ, 적분과 통계, 기하와 벡터는 선택과목군에 속한다.
대학진학에 따라 고등학생들을 나눌경우 인문사회계열, 이공계열, 전문계열, 예체능계열로 나누어 볼 수 있는데, 이공계열을 제외한 학생들은 수학Ⅰ과 미적분과 통계 기본을 배우게 된다. 수학Ⅰ은 제7차 교육과정의 수학 I에서 확률과 통계 부분을 제외한 내용으로 구성된다. 미적분과 통계 기본은 다항함수의 미적분, 그리고 확률과 통계를 다루게 된다.
이공계열 학생들의 경우에는 수학 1, 수학 2, 적분과 통계, 기하와 벡터를 배운다. 수능의 수리영역(가형)의 출제범위일 뿐만 아니라 대학 진학에 있어서 필수적인 과목들이기 때문이다. 수학 II는 삼각함수와 고차부등식, 여러 가지 함수와 다항함수의 미분법을 다룬다. 적분과 통계는 수학 II의 연장선상에서 다항함수와 여러 가지 함수의 적분, 확률 및 통계를 다룬다. 기하와 벡터의 경우에는 수학 II와 적분과 통계와는 독립적으로 존재하며, 제7차 교육과정의 수학Ⅱ의 공간기하학 외에 일차변환을 가르친다. 수학의 활용은 제7차 교육과정의 실용수학의 역할을 대신한다.
이 교육과정 개정의 이유는 크게 두 가지로 볼 수 있는데, 하나는 인문계열 학생들에게 교양으로서 미적분 학습을 시킬 필요성이며 다른 하나는 과목 이수단위의 통일로 볼 수 있다. 특히 후자의 경우에는 2007 개정 교육과정 이후의 교육과정 전반에 흐르는 목표이다.
제7차 교육과정의 이공계열 수학과목들의 이수단위는 수학 I이 8단위, 수학 II가 8단위, 미분과 적분이 4단위였다. 여기서 단위수란, 1학기 동안 일주일에 가르치는 시간수를 의미하며, 수학 I의 경우 두 학기에 나누어서 가르치므로 일주일에 4시간 동안 가르치게 된다. 그런데 이 단위수를 4학기 내에 적절히 배분하기가 어려워 실제 교육 현장에서는 파행을 겪어왔다. 2007 개정 교육과정 이후 교육과정에서는 모든 선택과목의 단위수를 6단위로 조정해 4학기 동안에 충분히 가르칠 수 있도록 할 예정이다.
또한, 이하의 모든 과목에는 '수학 익힘책'이 추가되었다.
이 교육과정이 적용되는 수능은 2012학년도부터 2016학년도까지다.

#### 수학
7차 교육과정에서는 고등학교 1학년 과정이 10-가, 10-나 등 2권이었으나, '수학'이라는 한 권으로 바뀌었다. 수학 I 과정의 '순열과 조합'이 포함되었고, '삼차함수'의 내용이 삭제되고, '산포도와 표준편차'가 중학교 3학년 수학 과정으로 이동되었다.
- 집합과 명제 : 집합, 명제 (현재 수학 II)
- 수체계 : 실수, 복소수 (현재 삭제)
- 식의 계산 : 다항식의 연산, 나머지정리와 인수분해 (현재 수학 I), 다항식의 약수와 배수, 유리식과 무리식 (현재 수학 II에서 약화)
- 방정식과 부등식 : 이차방정식, 여러 가지 방정식, 이차부등식 (현재 수학 I), 절대부등식 (현재 수학 II)
- 도형의 방정식 : 평면좌표, 직선의 방정식, 원의 방정식, 도형의 이동, 부등식의 영역 (현재 수학 I)
- 함수 : 함수 (현재 수학 II), 이차함수의 활용 (현재 수학 I), 유리함수와 무리함수 (현재 수학 II)
- 삼각함수 : 삼각함수, 삼각함수의 그래프, 삼각형에의 응용 (현재 미적분 II)
- 순열과 조합 : 경우의 수, 순열과 조합, 분할과 분배 (현재 확률과 통계)

#### 수학 I
거의 모든 학생들이 이수하는 과목으로 기존 수학 I의 순열과 조합의 일부 내용이 고1로, 확률과 통계부분은 신설 심화 과목으로 이동되었다. '이산수학'에 있었던 '그래프와 행렬'이 추가되었다.
- 행렬과 그래프: 행렬과 그 연산, 역행렬과 연립일차방정식, 그래프와 행렬 (현재 고급수학 I)
- 지수함수와 로그함수 : 지수 (현재 수학 II), 지수함수와 그 그래프 (현재 미적분 II), 로그 (현재 수학 II), 로그함수와 그 그래프(현재 미적분 II)
- 수열: 등차수열과 등비수열, 여러 가지 수열, 수학적 귀납법과 알고리즘 (현재 수학 II)
- 수열의 극한: 무한수열의 극한, 무한급수 (현재 미적분 I)

#### 미적분과 통계 기본
인문계열의 학생들이 이수하도록 되어 있는 신설 과목. 기존 수학 I, 수학 II의 일부분이 수록되어 있다.
- 함수의 극한과 연속: 함수의 극한, 함수의 연속 (현재 미적분 I)
- 다항함수의 미분법: 미분계수와 도함수, 도함수의 활용 (현재 미적분 I)
- 다항함수의 적분법: 부정적분과 정적분, 정적분의 활용 (현재 미적분 I)
- 확률: 중복조합, 확률의 뜻과 활용, 조건부 확률 (현재 확률과 통계)
- 통계: 확률 분포, 통계적 추정 (현재 확률과 통계)

#### 수학 II
자연계열의 학생들이 이수하도록 되어 있는 과목. '적분법', '이차곡선', '벡터' 부분이 신설 심화 과목으로 이동되었다. 기존 미분과 적분 과목에 있던 '삼각함수'가 포함되었으며 미분과 적분 과목에서 다루었던 삼각함수, 지수함수, 로그함수의 극한과 여러 가지 함수의 미분법을 여기에서 모두 다룬다.
- 방정식과 부등식: 방정식, 부등식 (현재 삭제)
- 삼각함수: 삼각함수와 삼각방정식 (현재 미적분 II)
- 함수의 극한과 연속 : 함수의 극한, 여러 가지 함수의 극한, 함수의 연속 (현재 미적분 I, 미적분 II)
- 미분법: 미분계수와 도함수, 여러 가지 함수의 미분법, 도함수의 활용 (현재 미적분 I, 미적분 II, 기하와 벡터)

#### 적분과 통계
자연계열의 학생들이 이수하도록 되어 있는 신설 과목. 기존 미분과 적분 과목에 있는 '적분법'과 다른 일부 단원들로 편성되어 있는 과목이다.
- 적분법: 부정적분, 정적분, 정적분의 활용 (현재 미적분I, 미적분 II)
- 순열과 조합: 순열, 조합과 이항정리 (현재 확률과 통계)
- 확률: 확률의 뜻과 활용, 조건부확률 (현재 확률과 통계)
- 통계: 확률 분포, 통계적 추정 (현재 확률과 통계)

#### 기하와 벡터
자연계열의 학생들이 이수하도록 되어 있는 신설 과목이다. 원래 제6차 교육과정까지는 일반 과목으로 존재하였으며, 제7차 교육과정부터는 과학계 특수목적고등학교에서 다루는 고급수학으로 편입되었다가 다시 일반 교육과정으로 바뀐 수학의 심화 과목이다. 주로 기존 수학 II에서의 기하학적인 면과 '벡터'에 대해서 배우게 된다.
- 일차변환과 행렬: 일차변환, 일차변환의 합성과 역변환 (현재 고급수학 I)
- 이차곡선: 포물선, 타원, 쌍곡선 (현재 기하와 벡터)
- 공간도형과 공간좌표: 공간도형, 공간좌표 (현재 기하와 벡터)
- 벡터: 벡터와 그 연산, 벡터의 내적, 직선과 평면의 방정식 (현재 기하와 벡터)

#### 수학의 활용
기존 실용수학과 이산수학, 확률과 통계의 일부분이 수록되어 있다. 특성화학급이 배운다.
- 명제와 논리: 명제의 합성, 합성명제와 논리 (현재 수학 II와 유사)
- 지수와 로그: 지수와 로그 (현재 수학 II와 유사), 지수함수, 로그함수 (현재 미적분 II와 유사)
- 수열: 등차수열과 등비수열, 수열의 합 (현재 수학 II와 유사)
- 확률과 통계
- 도형과 그래프: 연결 상태가 같은 도형, 평면그래프와 정다면체, 그래프를 이용한 의사 결정의 최적화 (현재 기하와 벡터와 유사)

#### 인정 교과
- 수학으로 과학보기, 과학으로 수학보기: 전라북도교육청 2010년 7월 6일 인정, 1학년 대상.
- 고급수학: 서울특별시교육청 2011년 1월 4일 인정, 전학년 대상.
- 심화 수학Ⅰ: 서울특별시교육청 2011년 8월 5일 인정.
- 고급 수학 기본: 광주광역시교육청 2011년 9월 26일 인정, 2~3학년 대상.
- 응용수학: 부산광역시교육청 2011년 12월 12일 인정, 전학년 대상.
- 수학연습Ⅰ: 경기도교육청 2011년 12월 20일 인정, 2~3학년 대상.
- 수학연습Ⅱ: 경기도교육청 2011년 12월 20일 인정, 2~3학년 대상.
- 반도체 수학: 충청북도교육청 2012년 12월 6일 인정, 전학년 대상.
- 수학Ⅰ심화: 광주광역시교육청 2012년 12월 26일 인정, 전학년 대상.
- 인문수학: 서울특별시교육청 2013년 1월 28일 인정, 전학년 대상.
- 자연수학: 서울특별시교육청 2013년 1월 28일 인정, 전학년 대상.

#### 2012~2013학년도 대학수학능력시험 수리영역 출제 범위
- 나형: 수학Ⅰ + 미적분과 통계 기본 (각 50%씩)
- 가형: 수학Ⅰ + 수학Ⅱ + 적분과 통계 + 기하와 벡터 (각 25%씩)

#### 2014~2016학년도 대학수학능력시험 수학영역 출제 범위
- A형: 수학Ⅰ + 미적분과 통계 기본 (각 50%씩)
- B형: 수학Ⅰ + 수학Ⅱ + 적분과 통계 + 기하와 벡터 (각 25%씩)

### 제7차 교육과정
제7차 교육과정 당시 수능(2005학년도~2011학년도)에서 출제되었던 과목은 다음과 같다. 아래 교육과정은 2002학년도부터 2008학년도까지의 고등학교 입학생한테 적용되었다.
- 국민공통교육과정(10-가 수학부터 10-나 수학까지) : 간접 출제(직접 문제로 출제되지 않는다. 하지만 수능에서 출제되는 과목을 해결하기 위해 필수적으로 이용되는 교육과정이다.)
- 수학 I
  - 수리 '가'형 : 30문제 중 12문제 출제
  - 수리 '나'형 : 전 문항(30문항) 출제
- 수학 II
  - 수리 '가'형 : 30문제 중 13문제 출제
  - 수리 '나'형 : 미출제
- 심화 선택 과목
  - 수리 '가'형 : 미분과 적분, 확률과 통계, 이산수학 중 한 과목을 선택한다. 30문항 중 5문항 출제
  - 수리 '나'형 : 미출제

#### 수학 10-가
제7차 교육과정에서 신설된 구성상 국민공통교과과정 내에 포함되어 있는 수학 10-가 단원은 이전 제6차 교육과정의 수학 9, 8, 7 단계와 마찬가지로 대수와 통계를 중심으로 구성되어 있다.
- 집합 (현재 수학 II)
- 명제 (현재 수학 II)
- 수 체계: 실수 (현재 삭제), 복소수 (현재 수학 I)
- 다항식 (현재 수학 I)
- 나머지정리 (현재 수학 I)
- 인수분해 (현재 수학 I)
- 다항식의 약수와 배수 (현재 삭제)
- 유리식과 무리식 (현재 수학 II에서 약화)
- 방정식: 이차방정식, 고차방정식, 연립방정식 (현재 수학 I)
- 부등식: 이차부등식, 연립이차부등식 (현재 수학 I), 절대부등식 (현재 수학 II)
- 산포도와 표준편차 (현재 중학교 3학년 과정)

#### 수학 10-나
제7차 교육과정에서 신설된 구성상 국민공통교과과정 내에 포함되어 있는 수학 10-나 단원은 이전 제6차 교육과정의 수학 9, 8, 7 단계와 마찬가지로 해석을 중심으로 구성되어 있다.
- 평면좌표(현재 수학 I)
- 직선의 방정식 (현재 수학 I)
- 원의 방정식 (현재 수학 I)
- 도형의 이동 (현재 수학 I)
- 부등식의 영역 (현재 수학 I)
- 함수 (현재 수학 II)
- 이차함수의 활용 (현재 수학 I)
- 유리함수와 무리함수 (현재 수학 II)
- 삼각함수와 그 그래프 (현재 미적분 II)
- 삼각형에의 응용 (현재 미적분 II)

#### 수학 I
수학 I은 제7차 교육과정에서 신설된 대한민국의 고등학교 수학 교과목의 하나로 수학 II, 미분과 적분, 확률과 통계 등 다른 심화 과목을 공부하는 데 매우 중요한 기초가 되는 과목이다. 대부분의 대한민국의 고등학생들은 2학년부터 이 과목의 이수를 시작했으며, 이수 기간은 인문계열의 경우 약 1년, 자연계열의 경우 약 1학기 정도이나 학교마다 이수 기간은 차이가 있을 수 있다. 대학수학능력시험에서는 수리영역 '가'형, '나'형 시험에 직접적으로 출제되었던 과목이며, 수리 가형은 총 30문제 중 40%의 비중인 12문제, 수리 나형은 총 30문제 중 100%의 비중인 30문제가 이 과목으로 구성되었다.
- 행렬: 행렬과 그 연산, 역행렬과 연립일차방정식 (현재 고급수학 I)
- 지수와 로그 (현재 수학 II)
- 지수함수와 로그함수 (현재 미적분 II)
- 수열: 등차수열과 등비수열, 여러 가지 수열, 수학적 귀납법과 순서도 (현재 수학 II)
- 수열의 극한: 무한수열의 극한, 무한급수 (현재 미적분 I)
- 확률 : 순열과 조합, 확률 (현재 확률과 통계)
- 통계 : 확률분포, 통계적 추정 (현재 확률과 통계)

#### 수학 II
수학 II는 제7차 교육과정에서 신설된 대한민국의 고등학교 수학 교과목 중 하나이다. 주로 기하학적인 학문을 다루고 있어, 그래프를 이용한 공간추리, 넓이와 부피 계산이 주를 이루는 과목이다. 이러한 이유로 대부분의 자연계열 학생들이 이 과목을 이수하였으며, 이수 기간은 약 1학기 정도이지만 학교의 재량에 따라 그 이수기간은 달라질 수 있다. 대학수학능력시험에서 수리영역 '가'형에만 출제되며 출제 문항수는 총 30문제 중 수학 I과 선택심화과목을 제외한 13문제이었다.
- 방정식과 부등식 (현재 삭제)
- 함수의 극한과 연속성 (현재 미적분 I)
- 다항함수의 미분법: 미분계수와 도함수, 도함수의 활용 (현재 미적분 I)
- 다항함수의 적분법: 부정적분, 정적분, 정적분의 활용 (현재 미적분 I, 회전체의 부피는 현재 고급수학 II)
- 이차 곡선: 포물선, 타원, 쌍곡선 (현재 기하와 벡터)
- 공간 도형과 공간 좌표 (현재 기하와 벡터)
- 벡터 (현재 기하와 벡터)

#### 미분과 적분
미분과 적분은 제7차 교육과정에서 신설된 수학의 심화 선택 과목이다. 제6차 교육 과정의 수학 II 과목에 포함되어 있던 미분, 적분 및 삼각함수의 일부 부분만 따로 떼어 내어 구성하였다.
삼각함수의 덧셈정리, 여러 가지 함수의 극한, 여러 가지 함수의 미분, 여러 가지 함수의 적분을 다룬다. 기존 교육과정에도 포함되어 있던 내용이기 때문에 가르치기 쉽다는 것과 수학 II와 중복되는 내용이 상당수 있어 학교 현장에서 자연계열 반에서 가장 많이 채택되었던 과목이다. 대학수학능력시험에서 수리 '가'형을 응시하는 학생 중 거의 대부분이 이 과목을 선택하였다. 실제로 일부 대학은 미분과 적분을 선택한 학생만 지원할 수 있게 하기도 했다.
- 삼각함수 (현 미적분 II)
- 함수의 극한 (현 미적분 I)
- 미분법 (현 미적분 II)
- 적분법 (현 미적분 II)

#### 확률과 통계
확률과 통계는 제7차 교육과정에서 신설된 10단계 수학의 이수 여부에 관계없이 확률과 통계에 관심이 있고 실생활에 필요한 확률과 통계를 학습하기 희망하는 학생들을 대상으로 하는 심화 선택 과목이다. 그러나 "미분과 적분"과는 달리 수능시험에서 이 과목을 선택하는 학생은 많지 않았다. 다만 수학 I의 확률과 통계 단원과 내용이 대부분 중복되기에 학교 현장에서 인문사회계열 학급에서 내신과목으로 많이 채택되었다. 다만 일부 학교의 인문계열 학급의 경우 확률과 통계 대신에 실용수학이 채택된 경우가 있었다.
'확률과 통계'는 이론적이고 학문 중심적인 수학의 성격을 탈피하여 확률과 통계의 기본적인 개념, 원리, 법칙을 바탕으로 우리 주위에서 흔히 경험하는 사회현상 및 자연현상의 우연성을 이해하고, 여러 가지 자료를 처리하고 분석할 수 있는 능력을 신장하는 데 적합한 과목으로 정보화 시대에 필요한 자료 처리 능력과 통계적 추론 능력을 신장시킨다. 이 과목은 학생 스스로의 실험과 조작 활동을 통하여 실생활에 필요한 확률과 통계의 학습을 경험하고자 하는 모든 학생이 이수하기에 알맞은 과목이다.
'확률과 통계'는 4개 대단원과 8개의 중단원으로 구성되어 있으며, 10 단계 이하 수준의 수학 내용을 바탕으로 확률과 통계의 기본적인 개념, 원리, 법칙 등을 실생활의 소재를 통하여 이해할 수 있도록 이루어져 있다.
한편, '확률과 통계'의 내용 속에는 '수학 I'과 '실용 수학'의 확률과 통계의 내용을 포함하고 있으며, 이들의 심화 내용으로 보아도 된다.
- 자료의 정리와 요약

- 도수분포표와 히스토그램 (현재 중학교 1학년)
- 줄기와 잎 그림 (현재 중학교 1학년)
- 대푯값 (현재 중학교 3학년)
- 산포도 (현재 중학교 3학년)
- 확률 (현재 확률과 통계)
- 확률변수와 확률분포 (현재 확률과 통계)
- 통계적 추정 (현재 확률과 통계)

#### 이산수학
이산수학은 제7차 교육과정에서 신설된 수학에서 이산적인 내용의 학습을 경험하고자 하는 학생들이 선택하는 심화 선택 과목이나, 선택률은 그리 높지 않았다. 그러나 대학수학능력시험에서는 이 과목을 선택한 학생들을 위해 매년 5문제씩 출제했었다.
이산수학의 내용은 이산적인 상황에 맞는 사고의 적용을 강조하여 4개 대단원으로 구성되며, 수학의 이산적인 상황의 문제를 쉽고 흥미롭게 지도할 수 있도록 다양한 실생활을 소재로 이 과목을 설명하게 된다.
- 선택과 배열 (현재 확률과 통계 일부분)
- 그래프 (현재 고급수학 I)
- 알고리즘 (현재 삭제)
- 의사결정과 최적화

#### 인정 교과
- 공업수학: 경기도교육청 2007년 10월 10일 인정, 3학년 대상.

## 참고 자료
- 구 교육과정. 7차 교육과정 포함
- 2007 2월 28일에 확정, 고시된 2007년 개정 교육과정[깨진 링크(과거 내용 찾기)]

## 같이 보기
- 수학
- 대한민국의 고등학교 교과목
- 대한민국의 교육
- 7차 교육과정
- 2007 개정 교육과정
- 2009 개정 교육과정